# Parafia św. Andrzeja Boboli w Mechowie
Parafia pw. św. Andrzeja Boboli w Mechowie – parafia rzymskokatolicka z siedzibą w Mechowie, należąca do dekanatu Gryfice, archidiecezji szczecińsko-kamieńskiej, metropolii szczecińsko-kamieńskiej Kościoła rzymskokatolickiego. W parafii posługują księża diecezjalni. Według stanu na wrzesień 2018 proboszczem parafii był ks. Krzysztof Sebastianów.

## Kościół parafialny
Kościół św. Andrzeja Boboli w Mechowie

## Kościoły filialne i kaplice
- Kościół Chrystusa Króla w Barkowie[1]
- Kościół Matki Bożej Różańcowej w Baszewicach[1]
- Kaplica Miłosierdzia Bożego w Truskolasie[1]
- Kościół Niepokalanego Serca Najświętszej Maryi Panny w Wytoku[1]